# أليكس موني
أليكس موني (بالإنجليزية: Alex X. Mooney)‏ هو سياسي أمريكي، ولد في 5 يونيو 1971 في واشنطن العاصمة في الولايات المتحدة. حزبياً، نشط في الحزب الجمهوري.

## مناصب
- في انتخابات مجلس النواب الأمريكي 2014 [الإنجليزية]‏، انتخب عضو مجلس النواب الأمريكي عن دائرة West Virginia's 2nd congressional district [الإنجليزية]‏ وقد انضم خلال فترته النيابية [الإنجليزية]‏ (6 يناير 2015 – 3 يناير 2017)  للكتلة البرلمانية الحزب الجمهوري.
- في انتخابات مجلس النواب الأمريكي 2016، انتخب عضو مجلس النواب الأمريكي عن دائرة West Virginia's 2nd congressional district [الإنجليزية]‏ وقد انضم خلال فترته النيابية [الإنجليزية]‏ (3 يناير 2017 – 3 يناير 2019)  للكتلة البرلمانية الحزب الجمهوري.
- انتخب عضو  [لغات أخرى]‏ (2011 – 2013).
- انتخب رئيس مجلس الإدارة (2010 – 2013).
- انتخب عضو مجلس ولاية ماريلند (1999 – 2010).
- انتخب عضو  [لغات أخرى]‏ (1995 – ).
- انتخب موظف في الكونغرس [الإنجليزية]‏ (1993 – 1995).
- انتخب عضو مجلس النواب الأمريكي.

## وصلات خارجية
- الموقع الرسمي